# Joseph Campbell Foundation
La Joseph Campbell Foundation (en castellano Fundación Joseph Campbell) es una organización sin ánimo de lucro estadounidense dedicada a preservar, proteger y perpetuar la obra del influyente mitólogo americano Joseph Campbell (1904-1987). Promueve la discusión académica y popular en los campos de la mitología comparada y la religión, la psicología y la cultura a través de su programa de publicaciones, eventos, grupos locales (grupos Mythological RoundTable(R)) y su presencia en Internet.
La fundación fue creada en 1991 por la viuda de Campbell, la coreógrafa Jean Erdman, y por su antiguo editor Robert Walter, que es el presidente de la fundación.
Entre las iniciativas emprendidas por la JCF están:
- Las Obras completas de Joseph Campbell, una serie de libros y grabaciones (tanto publicados anteriormente como póstumos) que reúne las innumerables ideas del trabajo de Campbell.[3]
- El Erdman Campbell Award.[4][5][6]
- Los grupos Mythological RoundTable(R), una red mundial de grupos locales que exploran los temas de la mitología comparada, la psicología, la religión y la cultura.[7][8]
- La colección de la biblioteca y documentos personales de Campbell albergados en el OPUS Archives and Research Center (ver más abajo).[9]